# 4 World Trade Center
4 World Trade Center – wieżowiec znajdujący się na Dolnym Manhattanie w Nowym Jorku w Stanach Zjednoczonych. Jest on jednym z czterech biurowców nowego kompleksu World Trade Center, który powstanie w miejscu zniszczonego kompleksu WTC. Budowa wieżowca rozpoczęła się w 2010 roku, oficjalne otwarcie budynku nastąpiło 13 listopada 2013 roku. Twórcą projektu jest Fumihiko Maki.
Wieżowiec posiada 72 kondygnacje, wysokość do dachu wynosi 297 metrów.
Jest najniższym z czterech budynków, zaprojektowanym w stylu minimalistycznym. Budynek został pokryty dziurkowanym aluminium, dzięki czemu jest także najlżejszym z drapaczy chmur. W środku oprócz biur znajduje się restauracja z widokiem na miejsce pamięci ofiar.